# Camaldine Abraw
Camaldine Abraw (ur. 15 sierpnia 1990 w Lomé) – togijski piłkarz, grający na pozycji środkowego napastnika. W sezonie 2021/2022 zawodnik FC Ouest Tourangeau. W latach 2010–2016 reprezentant kraju.

## Kariera klubowa

### Początki (–2011)
Zaczynał karierę w Académie Delta Liberty, z którego później przedostał się do rezerw LB Châteauroux.
W pierwszym zespole zadebiutował 2 kwietnia 2011 roku w meczu przeciwko Dijon FCO, przegranym 1:3. Zagrał 45 minut. Pierwszą asystę zaliczył 14 maja w meczu przeciwko Racingowi Strasbourg, wygranym 2:1. Asystował przy golu w 38. minucie. Łącznie w tym klubie zagrał 13 meczów i zaliczył asystę.

#### Pierwsze wypożyczenie (2011)
1 sierpnia 2011 roku został wypożyczony do Hassanii Agadir. W marokańskim zespole zadebiutował 20 sierpnia 2011 roku w meczu przeciwko Maghrebowi Fez, przegranym 2:0, grając całe spotkanie. Łącznie w Agadirze zagrał trzy spotkania.

#### Drugie wypożyczenie (2012)
31 stycznia 2012 roku został ponownie wypożyczony, tym razem do Les Herbiers VF.

#### Trzecie wypożyczenie (2012–2013)
27 sierpnia 2012 roku został wypożyczony do AS Cherbourg. W tym zespole zadebiutował 1 września w meczu przeciwko SAS Epinal, zremisowanym 1:1. Zagrał całe spotkanie. Pierwszego gola strzelił 7 dni później w meczu przeciwko Fréjus-Saint-Raphaël FC, zremisowanym 2:2. Do siatki trafił w 66. minucie. Łącznie zagrał 27 spotkań i strzelił 4 gole.

### Free State Stars (2013–2015)
13 sierpnia 2013 roku trafił do południowoafrykańskiego Free State Stars FC. W tym zespole zadebiutował 28 sierpnia w meczu przeciwko Maritzburg United FC, wygranym 2:0, grając cały mecz. Pierwszego gola strzelił 6 października w meczu przeciwko Mamelodi Sundowns FC, przegranym 2:1. Do siatki trafił w 52. minucie. Pierwszą asystę zaliczył 13 grudnia 2014 roku w meczu przeciwko Cape Town City FC. Najpierw strzelił gola w 9. minucie, a potem asystował przy golu w 35. minucie. Łącznie w tym klubie zagrał 44 mecze, strzelił 7 goli i zanotował 3 asysty.

### Kaizer Chiefs (2015–2017)
1 lipca 2015 roku trafił do Kaizer Chiefs FC. W tym zespole zadebiutował 12 września w meczu przeciwko SuperSport United FC, wygranym 1:4. W debiucie asystował przy golach w 88. i 95. minucie. Pierwszego gola strzelił 27 października w meczu przeciwko Cape Town City FC, wygranym 1:0. Do siatki trafił w 31. minucie. Łącznie w tym klubie zagrał 20 meczów, strzelił 4 gole i zanotował 4 asysty.

### ACS Poli Timișoara (2017–2018)
18 sierpnia 2017 roku trafił do ACS Poli Timișoara. W tym zespole zadebiutował 27 października w meczu przeciwko FCSB, przegranym 7:0. Zagrał 67 minut. Pierwszą asystę zaliczył 28 października w meczu przeciwko Astra Giurgiu, wygranym 2:1. Asystował przy golu w 37. minucie. Pierwszego gola strzelił 6 listopada w meczu przeciwko Juventusowi Bukareszt, zremisowanym 1:1. Do siatki trafił w 11. minucie. Łącznie w Rumunii zagrał 7 meczów, strzelił gola i zaliczył asystę.

### AmaZulu FC (2018)
16 stycznia 2018 roku trafił do AmaZulu FC. W tym zespole zadebiutował 24 stycznia w meczu przeciwko Bloemfontein Celtic, zremisowanym 0:0, grając cały mecz. Łącznie zagrał 5 meczów ligowych.

### Dalsza kariera (2018–)
1 października 2018 roku trafił do Al-Dhaid Sharjah.
6 lutego 2019 roku został zawodnikiem Caudal Deportivo.
1 lipca 2019 roku został graczem FC Ouest Tourangeau.

## Kariera reprezentacyjna
Zagrał trzy mecze dla kadry U-17.
W latach 2010–2016 wystąpił w 6 spotkaniach dla seniorskiej reprezentacji.